# Samanea dinklagei
Samanea dinklagei är en ärtväxtart som först beskrevs av Hermann August Theodor Harms, och fick sitt nu gällande namn av Ronald William John Keay. Samanea dinklagei ingår i släktet Samanea och familjen ärtväxter. Inga underarter finns listade i Catalogue of Life.